# Contea di Pueblo
La contea di Pueblo in inglese Pueblo County è una contea dello Stato del Colorado, negli Stati Uniti. La popolazione al censimento del 2000 era di 141 472 abitanti. Il capoluogo di contea è Pueblo.

## Città e comuni
- Avondale
- Beulah Valley
- Boone
- Colorado City
- Pueblo
- Pueblo West
- Rye
- Salt Creek